# Laloides notabilis
Laloides notabilis là một loài ruồi trong họ Asilidae. Laloides notabilis được Macquart miêu tả năm 1838.